# Juan Carlos Vicario
Juan Carlos Vicario Barbera fue un ciclista profesional español. Nació en Fuenlabrada (Comunidad de Madrid) el 1 de septiembre de 1971. Fue profesional entre 1994 y 2002 ininterrumpidamente.
Falleció el día 26 de septiembre de 2012 después de una larga enfermedad, a la edad de 41 años.

## Palmarés
1999
- Memorial Manuel Galera

2001
- 2 etapas de la Vuelta a Portugal

## Equipos
- Deportpublic/Deportpublic/Castellblanch/MX Onda/Estepona en Marcha/Fuenlabrada
  - Deportpublic (1994)
  - Castellblanch (1995)
  - MX Onda (1996)
  - Estepona en Marcha (1997-1998)
  - Fuenlabrada-Cafés Toscaf (1999)
- Vitalicio Seguros (2000)
- Festina (2001)
- Jazztel-Costa de Almería (2002)